# Kahnudsch (Verwaltungsbezirk)
Kahnudsch (persisch شهرستان کهنوج) ist ein Schahrestan in der Provinz Kerman im Iran. Er enthält die Stadt Kahnudsch, welche die Hauptstadt des Verwaltungsbezirks ist. 

## Demografie
Bei der Volkszählung 2016 betrug die Einwohnerzahl des Schahrestan 95.848. Die Alphabetisierung lag bei 83 Prozent der Bevölkerung. Knapp 55 Prozent der Bevölkerung lebten in urbanen Regionen.
| Zensusjahr | Einwohnerzahl |
| ---------- | ------------- |
| 2011       | 95.848        |
| 2016       | 95.848        |